# ميرزا عبد الله فراهاني
ميرزا عبد الله، المعروف أيضًا باسم آقا ميرزا عبد الله فراهاني (بالفارسية: میرزا عبدالله فراهانی) (1843-1918). عازف التار والسه تار. إنه من بين أهم الموسيقيين في تاريخ إيران. ولد في شيراز، بدأ هو وشقيقه الأصغر ميرزا حسين قلي في تعلم الموسيقى على يد والدهما علي أكبر فرهاني الذي كان موسيقيًا معروفًا.
اشتهر بإنشائه ذخيرة كبيرة من المقطوعات التقليدية للتار والسه تار وله دروس  مثمرة في الموسيقى. أبو الحسن صبا ، اسماعيل قهرمانی وعلي نقي وزيري كانوا من بين طلابه. كان ميرزا عبد الله أحد أكثر أساتذة الموسيقى الكلاسيكية الفارسية تأثيرًا. بسبب رغبته في جمع وتجميع ذخيرة كبيرة من المقطوعات التقليدية، وبسبب كرمه للروح، واستعداده لتعليم الآخرين، أصبح أداءه الخاص للموسيقى الفارسية التي جمعها هو الأكثر شهرةً والأكثر ممارسةً بين الموسيقيین المعاصرين الفارسيین.
كان ارتباطه بالديانة البهائية والطوائف الصوفية بالتأكيد تأثيرًا على انفتاحه وكرمه ورغبته في توسيع قاعدة التراث الموسيقي، من حيث المحتوى والممارسة. يعتبر فنانو اليوم شهرته في التسامح والصبر والكرم والروحانية والتواضع نموذجًا للموسيقي الحقيقي.  اقترحت المراسلات التي تلقاها من عبد البهاء الحفاظ على التقليد الموسيقي الكلاسيكي وتوسيعه، وحثت على رفع هذا التقليد من انشغاله بموضوعات المعاناة والحزن والندم إلى موضوعات الأمل ولم الشمل والفرح الروحي، وإضفاء الشرعية بشكلٍ لا لبس فيه على التقليد الموسيقي لإيران ومهنة الموسيقي في الديانة البهائية.  تبع ميرزا عبد الله في أدائه وتعاليمه  هذه النصائح وكان قادرًا على التأثير بشكلٍ كبيرٍ على الأجيال القادمة من الموسيقيين. مكّنت أعماله الموسيقى الفارسية من الازدهار على أساسٍ قوي، مما جعله شخصيةً رئيسيةً في إحياء الفن والثقافة الذي ظهر في إيران في القرن التاسع عشر.

## طلاب بارزون
- احمد عبادي
- أبو الحسن صبا